# Koulbaga
Koulbaga ist ein Dorf in der Landgemeinde Dargol in Niger.

## Geographie

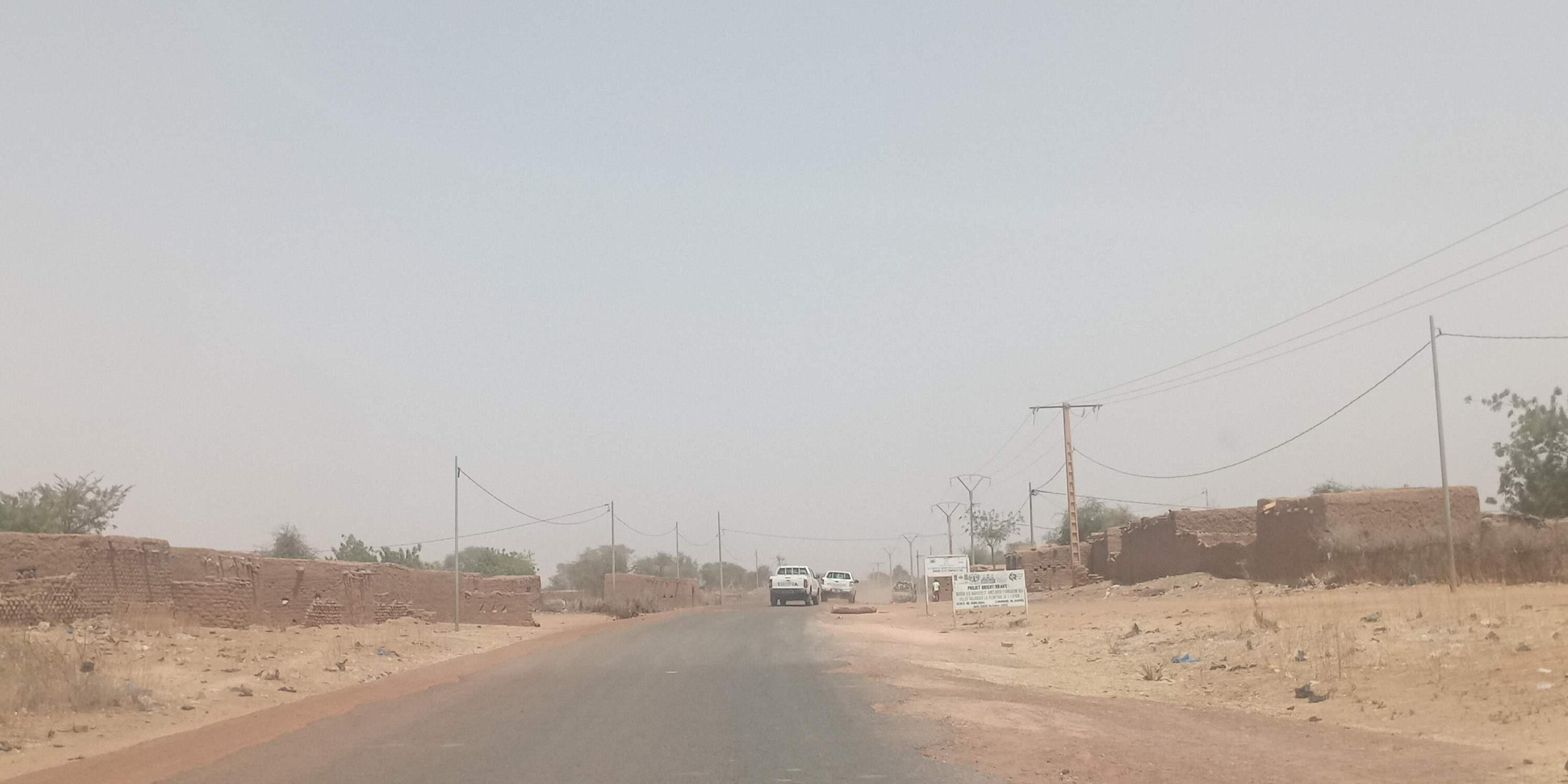
Nationalstraße 4 in Koulbaga (2025)

Das von einem traditionellen Ortsvorsteher (chef traditionnel) geleitete Dorf befindet sich rund sechs Kilometer westlich des Hauptorts Dargol der gleichnamigen Landgemeinde, die zum Departement Gothèye in der Region Tillabéri gehört. Zu weiteren Siedlungen in der Umgebung von Koulbaga zählen Wama im Norden, Kossogo im Nordosten, Nabolé im Südosten, Garbougna im Südwesten und Bandio im Westen.
Der Ort ist Teil der Übergangszone zwischen Sahel und Sudan. Die durchschnittliche jährliche Niederschlagsmenge beträgt hier zwischen 400 und 500 mm. Koulbaga liegt am linken Ufer des Flusses Dargol. Beim Dorf erstreckt sich ein zeitweise ausgetrockneter Teich, die Mare de Koulbaga.

## Geschichte
Ungewöhnlich starke Regenfälle führten im August und September 1988 zu Überschwemmungen in weiten Teilen des Landes. Bei Koulbaga wurden ebenso wie bei den Dörfern Gothèye und Kakassi Brücken, Wasserdurchlässe und Teile von Straßen weggeschwemmt. Dadurch wurden Hilfslieferungen mit Lebensmitteln gegen die Auswirkungen der Dürre in diesem Jahr zeitweise unterbrochen.
Der staatliche Stromversorger NIGELEC elektrifizierte Koulbaga im Jahr 2018.

## Bevölkerung
Bei der Volkszählung 2012 hatte Koulbaga 3843 Einwohner, die in 491 Haushalten lebten. Bei der Volkszählung 2001 betrug die Einwohnerzahl 2774 in 339 Haushalten und bei der Volkszählung 1988 belief sich die Einwohnerzahl auf 2474 in 350 Haushalten.

## Wirtschaft und Infrastruktur
In Koulbaga wird Sesam angebaut. Es gibt eine Schule im Dorf. Diese war in den 1970er Jahren an einem groß angelegten Schulfernsehen-Projekt beteiligt, aus dem das erste nationale Fernsehprogramm der staatlichen Rundfunkanstalt ORTN hervorging. Durch Koulbaga verläuft die 214,1 Kilometer lange Nationalstraße 4 zwischen der Hauptstadt Niamey und der Staatsgrenze zu Burkina Faso. Die Straße ist in diesem Abschnitt asphaltiert.